# Selecciones participantes en la Copa Mundial de Rugby de 1987
Esta es la lista de las selecciones participantes en la Copa Mundial de Rugby de 1987 que se celebró principalmente en Nueva Zelanda, del 22 de mayo al 20 de junio de 1987 y fue la primera edición de la Copa del Mundo.
Todos los entrenadores y rugbistas fueron aficionados, ya que recién se abrió al profesionalismo en julio de 1995. No existió clasificación, ergo World Rugby invitó a las naciones y excluyó a Sudáfrica (luego máxima ganadora) por su política de apartheid.

## Aclaraciones
Los entonces ocho miembros de World Rugby (no está Sudáfrica) y la sorpresa del mundial (Fiyi) tienen sus principales artículos, con el plantel y su participación desarrollada.
- En negrita se muestran los jugadores titulares con sus respectivos números de dorsal, los suplentes no tienen las especificaciones.
- Las edades corresponden al último partido que disputó la selección en la Copa Mundial y aún si el rugbista cumplió ese día.
- La posición indicada corresponde con la que jugó o a la más usual del jugador.
- Los partidos de prueba que se contabilizan, son hasta un día antes del inicio del mundial.
- Si el equipo es del mismo país (casi la totalidad), no lleva bandera.

## Grupo A

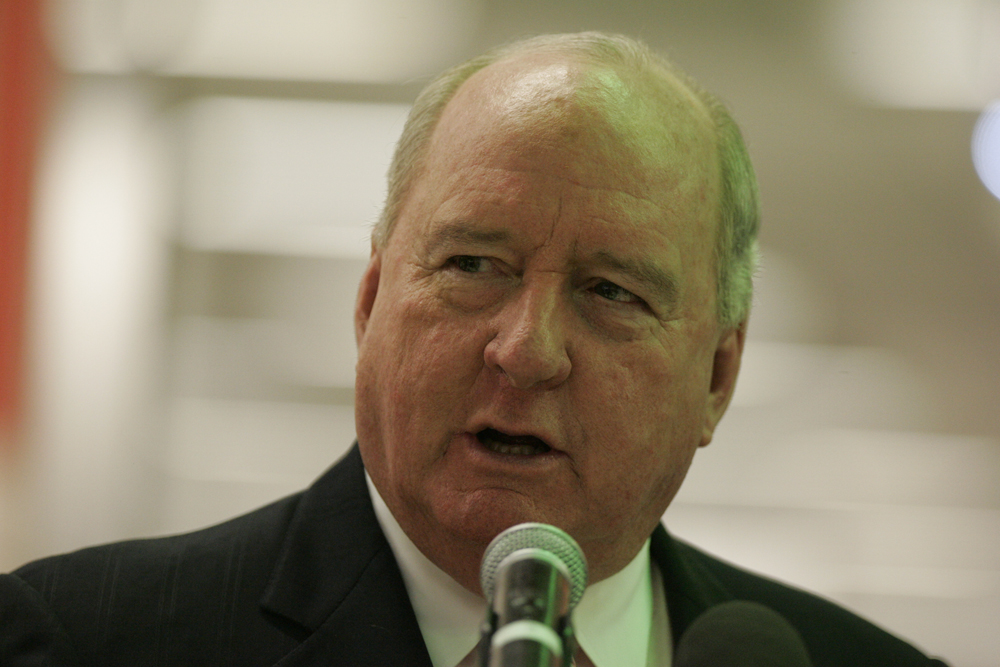
Alan Jones, entrenador de los Wallabies.

Integrado por los Wallabies, los Estados Unidos, la Rosa y Japón.

### Inglaterra

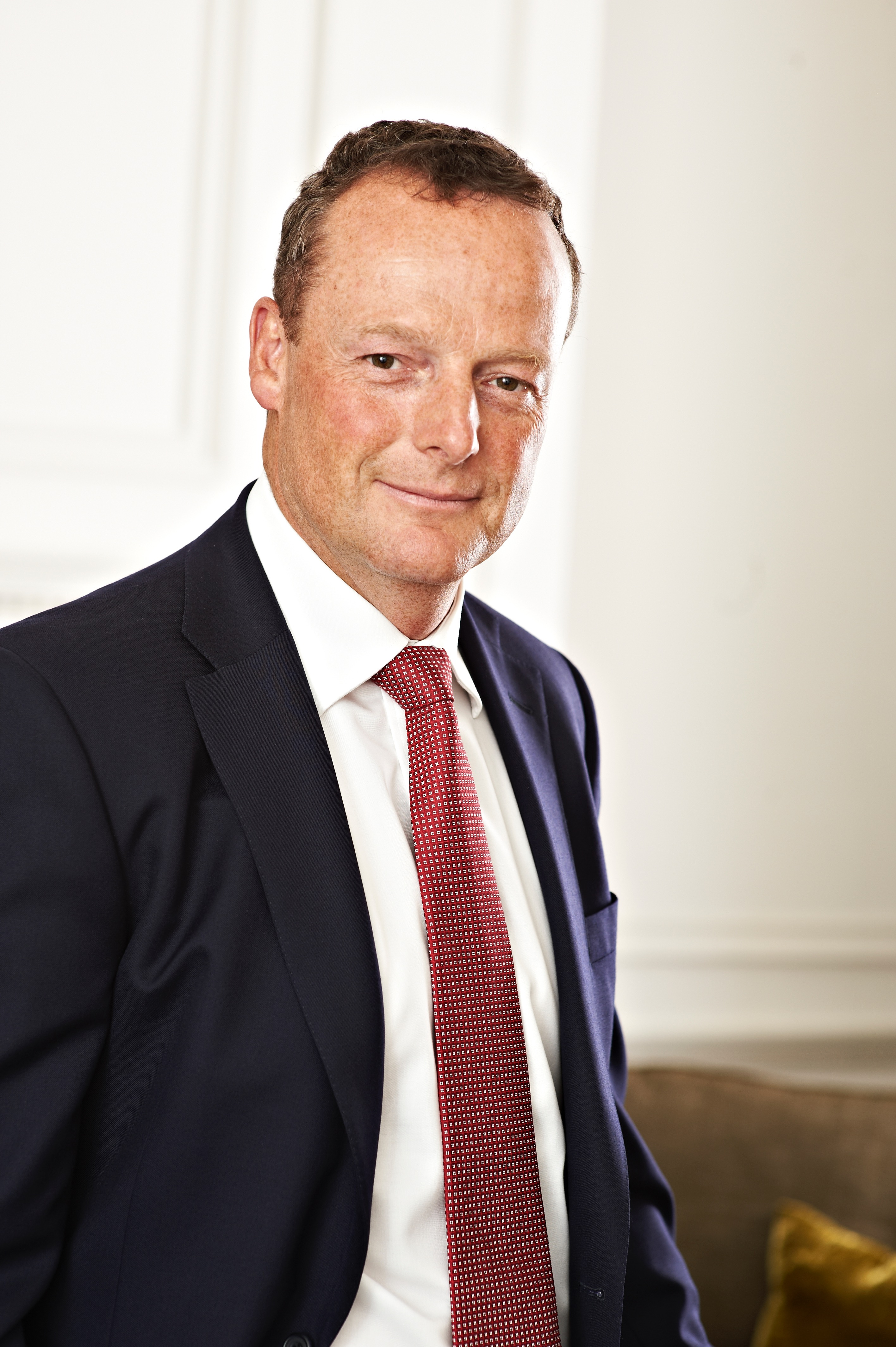
El británico Jonathan Webb fue el quinto máximo anotador.

## Grupo B
Constituido por Canadá, el XV del Trébol, los Dragones rojos y Tonga.

## Grupo C
Formado por los Pumas, Fiyi, Italia y los All Blacks.

## Grupo D

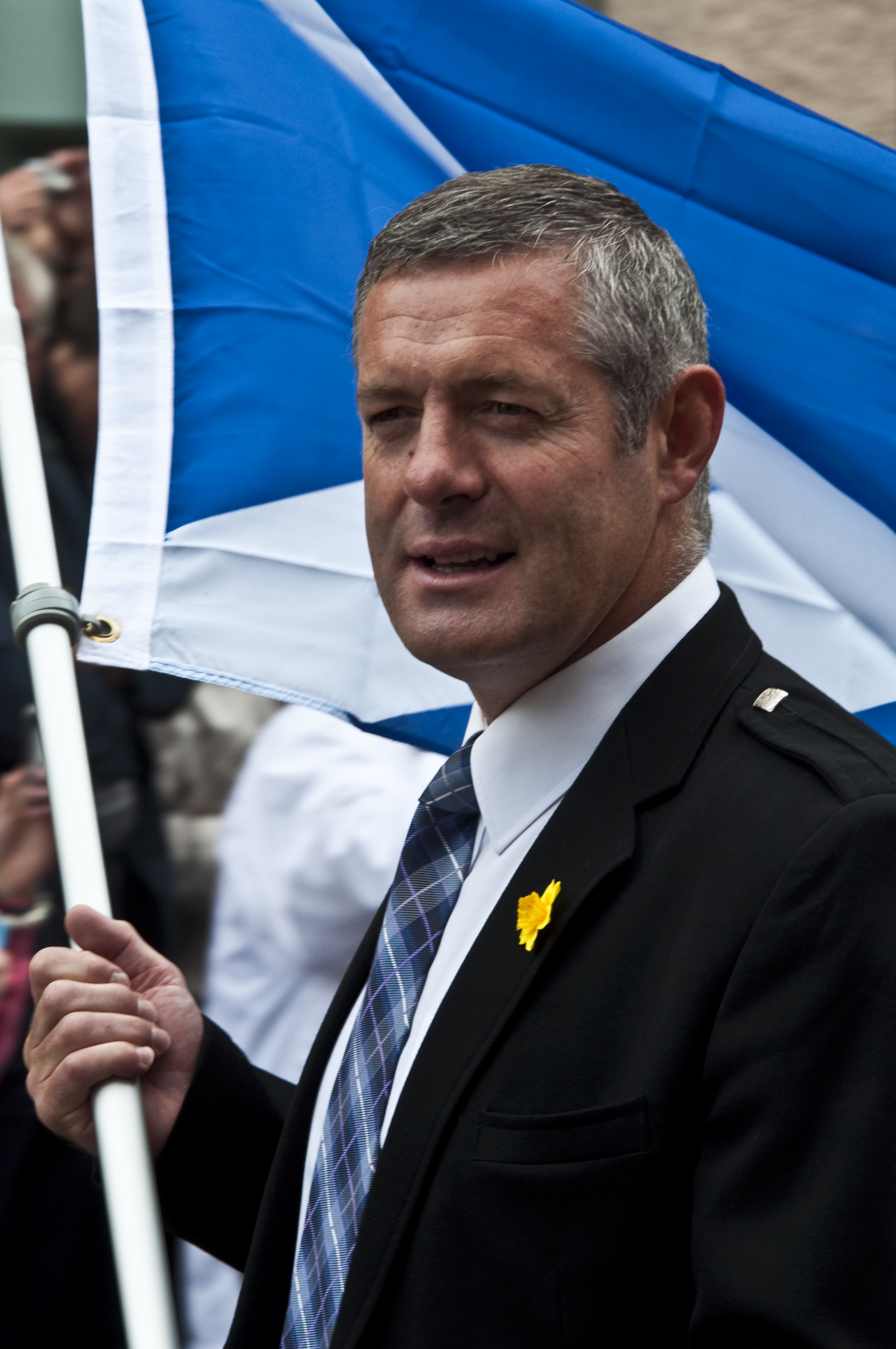
El británico Gavin Hastings fue el tercer máximo anotador.

Integrado por el XV del Cardo, Les Bleus, Rumania y Zimbabue.

### Francia

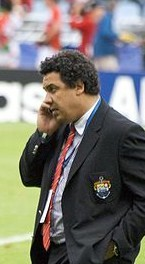
El francés Serge Blanco anotó el mejor try del campeonato.

## Fallecidos
El rumano Florică Murariu (34 años) fue asesinado en la Revolución rumana de 1989, convirtiéndose en el primero y el más trágico.
En 1997 el italiano Raffaele Dolfato (34 años) falleció en un accidente de tránsito. Curiosamente, el zimbabuense Richard Tsimba pereció a la misma edad y por la misma causa en 2000.
En 2019 el rumano Marcel Toader (56 años) pereció de un infarto agudo de miocardio.
En 2021 el italiano Tito Lupini (65 años) murió de COVID-19 y el americano Neal Brendel (66 años) falleció de mesotelioma.

### Entrenadores
En 2021 fallecieron de COVID-19 el italiano Marco Bollesan y el argentino Héctor Silva.